# Kadarići (Vareš, BiH)
Kadarići su naseljeno mjesto u općini Vareš, Federacija Bosne i Hercegovine, BiH.

## Stanovništvo

### 1991.
Nacionalni sastav stanovništva 1991. godine, bio je sljedeći:
ukupno: 201
- Muslimani - 161
- Srbi - 36
- Jugoslaveni - 4

### 2013.
Nacionalni sastav stanovništva 2013. godine, bio je sljedeći:
ukupno: 118
- Bošnjaci - 116
- ostali, neopredijeljeni i nepoznato - 2